# بطولة العالم للدراجات على المضمار 1928
بطولة العالم للدراجات على المضمار 1928 هي الدورة ال31 من بطولة العالم للدراجات على المضمار، أجريت في بودابست، المجر.

## النتائج النهائية
| المسابقة                              | ذهبية                | فضية                  | برونزية            |
| ------------------------------------- | -------------------- | --------------------- | ------------------ |
| السرعة الفردية                        | لوسيان ميتشارد (FRA) | Lucien Faucheux (FRA) | إرنست كوفمان (FRA) |
| سباق مطاردة الدراجة النارية للمحترفين | Walter Sawall (GER)  | Henri Breau (FRA)     | فيكتور ينارت (BEL) |